# Helophorus marginicollis
Helophorus marginicollis är en skalbaggsart som beskrevs av Ales Smetana 1985. Helophorus marginicollis ingår i släktet Helophorus och familjen halsrandbaggar. Inga underarter finns listade i Catalogue of Life.